# Hammersmith Bridge
A Hammersmith Bridge (vagy Hammersmith híd) egy a Temze felett átívelő függőhíd, London nyugati részén. 
A híd kétirányú közúti forgalma mellett, a gyalogos és a kerékpáros közlekedést is szolgálja, állandó átkelést biztosítva London Hammersmith and Fulham északi kerülete és Richmond upon Thames déli kerülete között. A hidat mára már műemlékké nyilvánították. Az építmény magyar vonatkozása, hogy Széchenyi István a régi Hammersmith híd mintájára álmodta meg a budapesti Lánchidat.

## Története

### 1825–1884 között
Az első Hammersmith híd építését 1824-ben hagyta jóvá az angol kormány és a következő évben William Tierney Clark tervei alapján el is kezdődtek az építkezések. A híd 1827. október 6-án nyílt meg és ez volt az első függőhíd a Temzén, amely eleinte vámhídként működött. Annak ellenére hogy Thomas Telford kijelentette, hogy a híd biztonsága "nagyon kielégítő", már az 1850-es évek elején strukturális problémák adódtak. Az anyagok s a technika, a századfordulóig sem bírta az egyre nagyobb terhelést.
1870-ben drámai riadalmat okozott, amikor a Temzén évente megrendezésre kerülő Oxford–Cambridge evezősversenyen (University Boat Race), a kedvező rálátás miatt 10 – 12 ezer néző zsúfolódott össze a hídon, és a versenyt néző tömeg, a híd egyik oldaláról a másig oldalára rohanva, 
a pályatest belengett. Az 1870-es években a híd szerkezete már nem volt elég erős ahhoz, hogy az egyre erősödő közúti forgalmat elbírja. Eleinte súlykorlátozásokat vezettek be a hídon, majd lezárták. 
1884-ben, egy ideiglenes hidat emeltek át a folyón, amely 1887-ig az új Bazalgette féle szerkezet elkészültéig üzemelt.

### 1887–től napjainkig

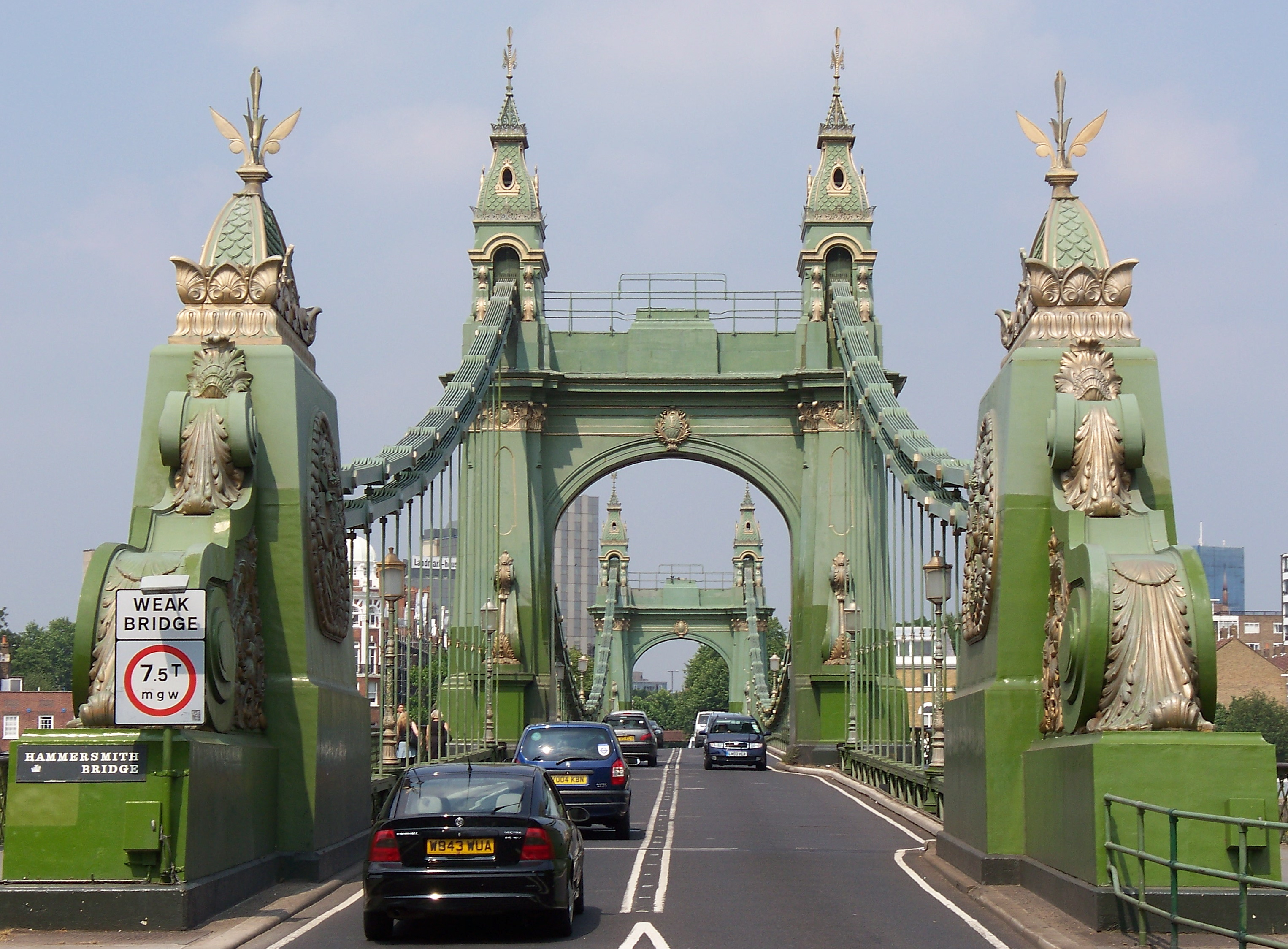
A jelenlegi Hammersmith Bridge déli hídfője

A jelenlegi híd tervezésével Sir Joseph Bazalgette viktoriánus építőmérnököt bízták meg, aki a Clark tervezte régi híd alapjaira építette fel az új szerkezetet. A hidat az akkori Walesi herceg, Viktor Albert herceg nyitotta meg, 1887. június 11-én.
A híd építési költsége 82 117 fontba került. 1902-ben komoly javaslatokat indítványoztak, a hídon létesítendő villamos közlekedésről, de a tervekből nem valósult meg semmi. 1927-ben a Királyi Bizottság a híd kiszélesítését javasolta, de intézkedésre nem került sor.
1973-ban a híd acél nyalábjait megerősítették és jelentős tatarozásokat végeztek rajta.
2000. június 1-én pokolgép robbant a híd alatt. A merényletnek nem voltak áldozatai, de a robbantást azon a napon követték el, amikor Belfastban először ült össze az önálló északír kormány. Június 2-án a BBC belfasti irodájával telefonon közölték, hogy az IRA-ból kivált Folytonosság nevű szakadár fegyveres csoport akciója volt a robbantás.
2008-ban - további hat londoni híddal egyetemben - a brit örökségvédelmi hivatal (English Heritage) tanácsára műemléki státuszt kapott.

#### A híd lezárása
2015-ben Hammersmith és Fulham kerület tanácsa több mint 
5 millió fontot költött a híd rendszeres ellenőrzésére. Érzékelőket szereltek fel az egész hídra és hetente ellenőrizték a szerkezetet. Ezen ellenőrzések alkalmával, az öntöttvasból készült hídon több helyen mikrorepedéseket tártak 
fel az talapzaton. Kiderült, hogy a híd szerkezete meggyengült, így biztonsági megfontolások miatt határozatlan időre, 2019. április 10-én lezárták a gépjárműforgalom elől.
Átmenetileg csak gyalogosok és kerékpárosok használhatták. Szakértőket vontak be a világ minden tájáról, hogy megvizsgálják a hidat és eldöntsék, hogyan kezeljék a szerkezeti problémákat, majd 2020. augusztus 13-án a hidat teljesen lezárták, beleértve a gyalogos és a kerékpáros forgalmat is, A meleg időjárás miatt ugyanis megnőttek az észak-keleti talapzaton lévő repedések. A hajók áthaladását is betiltották a híd alatt és mindkét oldalon lezárták a gyalogos aluljárókat.
2020 októberében jelentették be, hogy a Hammersmith híd legalább 2027-ig nem nyílik meg újra a járművek előtt.
A biztonságos közlekedés érdekében némi stabilizálást végeztek a szerkezeten és  
2021. július 17-én újra megnyitották a hidat, a gyalogosok és kerékpárosok valamint a hajóforgalom előtt is. 2022. február 28-án az úttestet lezárták a kerékpárosok elől, de gyalogosan – a kerékpárt csak tolva – át lehet kelni a hídon.
2022 júliusában a láncokat fóliába csomagolták, és klímaberendezéssel 13 °C-ra hűtötték a kánikulában, hogy megakadályozzák a további repedéseket.

#### A Hammersmith Bridge jövőjéről
Amióta az autósforgalmat elzárták, a környék nagyrésze tehermentesült az átmenő forgalomtól és ennek a viszonylagos nyugalomnak sokan örülnek, mint ahogy annak is, hogy gyalogosként sokkal biztonságosabban használhatják a hidat. Ezen helyzetre sok ember úgy tekint, mint lehetőség az autómentes közlekedés elősegítésére. Sokan viszont abban reménykednek, hogy a hidat végül újra megnyitják az autós forgalom előtt, vagy elég erőssé lehet tenni ahhoz, hogy legalább a menetrendszerinti autóbuszok illetve a mentők átkelését biztosítani tudják. Kétségtelen, hogy a hidat még stabilizálni kell és a jövőben is karban kell tartani. Viszont azt is szem előtt tartják a szakemberek, hogy a híd (II. fokozatú) védett műemlék, így az úttesten nagyfokú változtatások elvégzése nem lehetséges. Ráadásul a nagyszabású felújítás finanszírozása sem megoldott még.

## Érdekességek

### Magyar vonatkozása

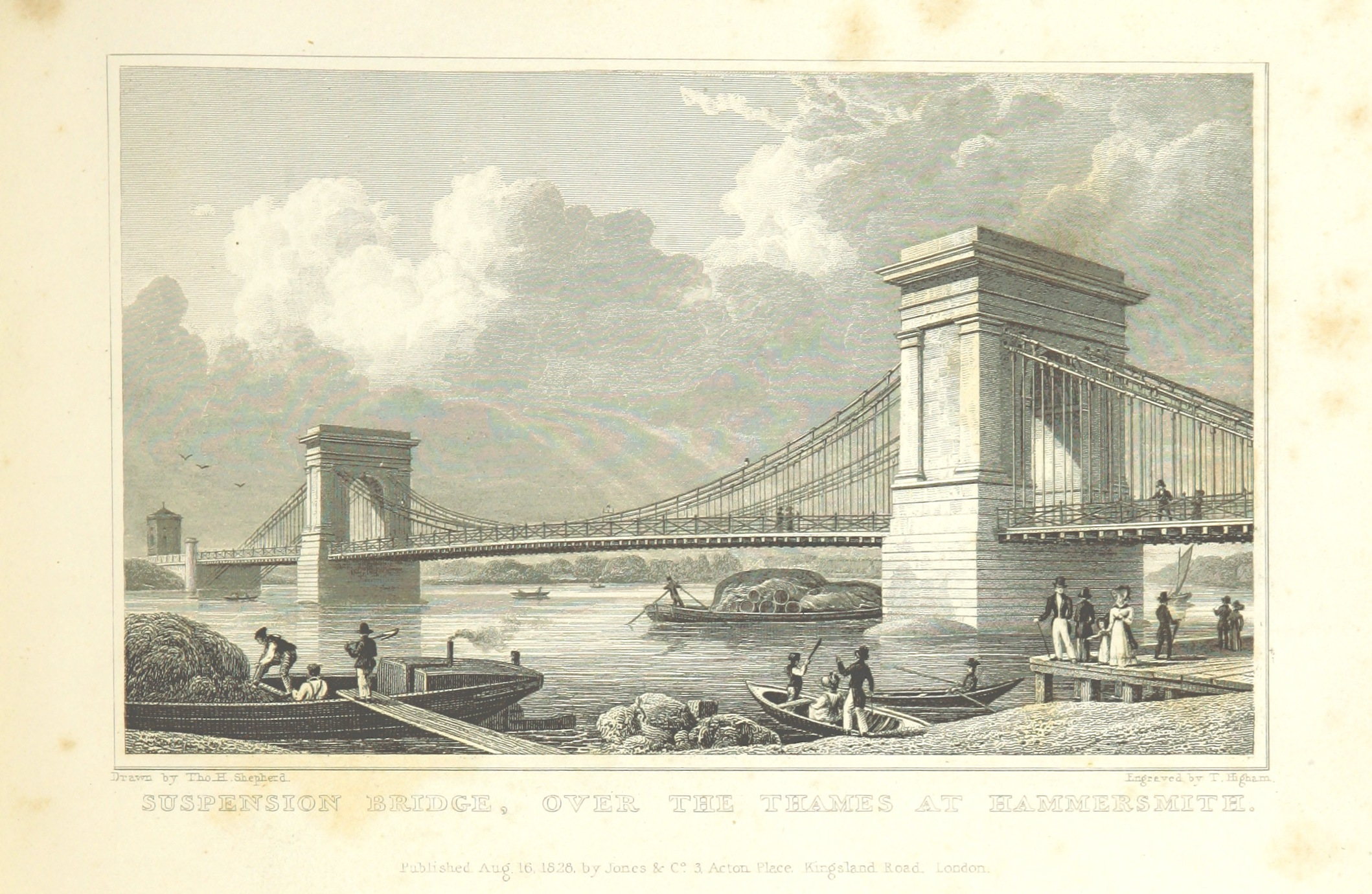
A régi Hammersmith Bridge (1828)

A régi Hammersmith Bridge volt a budapesti lánchíd ihletője, amelyet látván gróf Széchenyi István eldöntötte, hogy a Duna felett építendő első híd műszaki megoldása lánchíd legyen. Széchenyi 1832. szeptember 4-én érkezett a The Superb gőzössel a Tower előtti kikötőbe, barátjával gróf Andrássy Györggyel együtt, hogy tanulmányútja során műszaki megoldásokat találjon, a Lánchíd építésére. Három napra rá a Hammersmith hidat látogatta meg, s a lábánál a tervezőmérnököt, William Tierney Clarkot. Clark London egyik Temze-parti negyedében, Hammersmith-ben élt, és itt tervezte azt a lánchidat, amely – erősen átépítve – ma is áll, és amely eredeti formájában annak idején annyira lenyűgözte Széchenyi István grófot, hogy ezért Clarkot választotta az első budapesti híd tervezőjének. Meglátni s megszeretni tényleg egy pillanat műve volt csupán. De azért megnézte Clarknak a norfolki herceg számára tervezett shorehami, továbbá marlowi hídjait is, sőt Tellford menai lánchídját is megvizitálta. Az átépített Hammersmith híd ma már nemigen hasonlít budapesti testvérére. A fentiek közül viszont ma is remek állapotban íveli át a Temzét Londontól északnyugatra, az Oxford felé vezető országút közelében a Marlow-i híd (1832), pillérén a budapesti nagy testvérre emlékeztető márványtáblával.

### Egyéb érdekességek
- Bazalgette eredetileg rózsaszín árnyalatú hidat tervezett, de 1888-ban mégis zöld színűre festették, bronzszínű stilizált levelekkel díszítve. A második világháború után szürke lett, majd 1986-tól jelenleg is, az eredeti a zöld-bronz színben pompázik.[5]
- 1919. december 27-én, nem sokkal éjfél előtt, egy Charles Campbell Wood nevű hadnagy aki a Royal Air Force dél-afrikában szolgáló pilótája volt, a járda hídjáról a Temzébe vetette magát, egy fuldokló nő életének a megmentésére. Bár Wood megmentette a nő életét, ő maga viszont később tetanusz következtében meghalt. Bátorságának emlékét egy tábla örökíti meg a híd korlátján.

## Fordítás
Ez a szócikk részben vagy egészben  a   Hammersmith Bridge című angol Wikipédia-szócikk fordításán alapul.  Az eredeti cikk szerkesztőit annak laptörténete sorolja fel. Ez a jelzés csupán a megfogalmazás eredetét és a szerzői jogokat jelzi, nem szolgál a cikkben szereplő információk forrásmegjelöléseként.